# Parasmittina crosslandii
Parasmittina crosslandii är en mossdjursart som först beskrevs av Roxanne Irene Hastings 1930.  Parasmittina crosslandii ingår i släktet Parasmittina och familjen Smittinidae. Inga underarter finns listade i Catalogue of Life.